# مستوى طاقة

تركيب الذرة طبقا نموذج بور.

سوية أو مستوى الطاقة في الفيزياء الذرية والفيزياء الجزيئية وكيمياء الكم، هي مدارات وهمية لحالة ترابط بين جُسيمين في ميكانيكا الكم مثل حالة الإلكترون المرتبط بالذرة ويدور حول النواة. ويُسْتَخْدَم المصطلح غلاف الطاقة كمرجع للتوزيع الإلكتروني في الذرة أو الجزيء. وطبقا لنظرية الكم فإن الإلكترون يوجد فقط في حالات كمومية «مدارات» معينة أو أغلفة ذات طاقة معينة. هذا يعنى أن طاقة الإلكترون في الذرة أو في الجزيء تكون في شكل كمات (اقرأ الطيف وهزاز توافقي لمزيد من التفاصيل). وطبقا لتعريفات طاقة الوضع التقليدية، فإن طاقة الوضع تساوى صفر عند اللا نهاية، مما يؤدى لوجود طاقة وضع سالبة لحالة ترابط الإلكترون في الذرة.

## مستوى طاقة الإلكترون فيالذرة

مستويات الطاقة في الذرة طبقا لنمودج الأغلفة الذرية.

نفترض وجود إلكترون في مدار حول الذرة. فتحدد طاقته بصفة رئيسية على أساس قوة التجاذب الكهروستاتيكي
بينه وبين النواة الموجبة الشحنة. في هذه الحالة تتبع طاقة الإلكترون العلاقة التالية:
{\displaystyle E_{n}=-hcR_{\infty }{\frac {Z^{2}}{n^{2}}}\ }
حيث {\displaystyle R_{\infty }\ } ثابت رايدبرج Rydberg constant ومقداره 7و13 إلكترون فولت بالنسبة لذرة الهيدروجين، ويختلف هذا الثابت باختلاف العناصر بين 1 إلكترون فولت إلى 103 إلكترون فولت (eV).
والعدد الذري Z
و n عدد الكم الرئيسي
و h ثابت بلانك
و c سرعة الضوء في الفراغ.
يحتل الإلكترون عادة مستوي طاقة الحالة القاعية. وهي على سبيل المثال في النموذج المبين الحالة n= 1 والحالة القاعية تسمى أحيانا الحالة الأرضية حيث لا يمكن لطاقة الإلكترون تقل عنها. وقد ترتفع طاقة الإلكترون عن طريق الإثارة من الخارج واكتسابه طاقة ترفعه إلى الغلاف n=2 . وتسمي تلك الحالة حالة إثارة وهي تعني أن الإلكترون مثار وبالتالي أن الذرة في حالة إثارة. فيبقى الإلكترون في حالة الإثارة فترة زمنية قصيرة حيث يفضل الهبوط إلى مداره الأرضي حتى تستقر الذرة. ويستطيع إجراء ذلك عن طريق إصدار الطاقة التي اكتسبها من قبل والتي رفعته من مداره n=1 إلى الغلاف n=2 . أي أن فوتون الضوء الذي يطلقه الإلكترون عند عودته إلى المدار n=1 تكون الفرق بين الطاقة الكمومية للغلاف 2 والطاقة الكمومية للغلاف 1 . بالتالي تكون طاقة الفوتون المنطلق هي الأخرى كمومية، أي محددة بفرق طاقة المدارين. ويظهر ذلك في الشكل أعلاه حيث ينطلق من الذرة فوتون أو شعاع ضوئي له تردد محدد.
ويمكن لمستويات الطاقة أن تنفطر أي تنشق قليلا عن بعضها، لو أن نفس مستوى الطاقة تم الوصول إليه بأكثر من حالة كم في ميكانيكا الكم. وتسمي مستويات طاقة منفطرة، ويظهر هذا الانفطار أيضا في انفطار أو انشقاق خطوط الطيف للعنصر عند تسليط مجال مغناطيسي خارجي علي ذرات العنصر. وتعرف هذه الظاهرة ب تأثير زيمان. ويمكن أن نرى هذا الانفطار لمستويات طاقة الإلكترون في الذرة أيضا بتسليط مجال كهربائي على العنصر، نجد أن خطوط طيف العنصر تنقسم أيضا، وتعرف تلك الظاهرة ب تأثير شتارك.

## حالة الجزيء
في حالة الطاقة الجزيئية، يوجد الجزيء في حالة طاقة ذاتية كمومية أيضا يمكن وصفها طبقا لمعادلة هاملتون للجزيئ. وهي تنتج عن عدة حالات لطاقة الجزيئ: جزء منه يعطي طاقة حركة الإلكترون في الجزيئ، وجزء ثان يرجع إلي حركة اهتزاز الذرات في الجزيئ، وجزء ثالث يرجع إلى حركة دوران الجزيئ حول أحد محاوره التناظرية. فيمكن وصف حالة طاقة الجزيئ الكلية بالمعادلة الآتية (طاقة الإلكترونات، والطاقة الاهتزازية للذرات في الجزيئ، وطاقة الدوران للجزيئ):
{\displaystyle E=E_{\mathrm {electronic} }+E_{\mathrm {vibrational} }+E_{\mathrm {rotational} }\,}
حيث {\displaystyle E_{\mathrm {electronic} }} هي قيمة متجه إيجن للهاملتونية الجزيئية الإلكترونية.
وتُسَمَّى أغلفة الطاقة الجزيئية طبقا مصطلحات الرموز الجزيئية.
والطاقة المحددة لمركب تعتمد على مستوى طاقة المدار وعلى نوع المادة.

## التفاعلات التي تحدد طاقة إلكترون مرتبط في ذرة مفردة
بفرض أن هناك إلكترون في مدار ذري. طاقة حالته تكون غالبا محددة بقوى الجذب الكهرستاتيكية بين شحنة الإلكترون السالبة وشحنة النواة الموجبة، ويمكن حسابها باستخدام عدد الكم الرئيسي n.
وعموما فإن هناك تفاعلات عديدة تؤدى لتغييرات بسيطة لمستوى الطاقة، والتي يمكن حسابها عن طريق أعداد الكم الإلكترونية الأخرى، {\displaystyle l}, {\displaystyle m_{l}}, {\displaystyle m_{s}}. وعند وصف الدالة الموجية للإلكترون بدقة أكثر،’ يؤدى ذلك إلى انقسام مستويات الطاقة وبالتالي تنحى فكرة انحلال مستويات الطاقة.
القائمة التالية تعطى فكرة عامة لأهم التعديلات لمستويات الطاقة.

## حالة مدار مستوى الطاقة
مستوى الطاقة ينشأ من تفاعل القوى الكهرستاتيكية بين الإلكترون وشحنة نواة الذرة الموجبة، ومن الطاقة الناشئة عن العزم الزاوي للإلكترون (حركية، مغناطيسية)
قيمتها النمطية {\displaystyle 10...10^{3}} إلكترون فولت.

## التفاعل الكهرستاتيكي بين الإلكترون والإلكترونات الأخرى
لو أن هناك أكثر من إلكترون حول النواة، فإن التفاعل بين الإلكترونات وبعضها يؤدى لزيادة مستوى الطاقة. وغالبا ما يتم تجاهل هذه التفاعلات لو أن التداخل في الفضاء لدالة الإلكترون الموجية قليل.

## تاثير زيمان
شاهد المقالة الرئيسية: تأثير زيمان
عزم المدار الزاوي للإلكترون المقابل للعزم المغناطيسي، يتفاعل مع المجال المغناطيسي الخارجى (تآثر كهرومغناطيسي).
وتكون طاقة التفاعل: {\displaystyle U=-\mu B} حيث {\displaystyle \mu =qL/2m}

## تأثير زيمانعند الإخذ في الاعتبار اللف المغزلي للإلكترون
وهنا يُؤَخَّذ في الاعتبار كل من العزم ثنائي القطب الناتج من العزم الزاوي للمدار والعزم المغناطيسي الناتج من اللف المغزلي للإلكترون.
وتبعا لتأثيرات النظرية النسبية في (معادلة ديراك)، فإن العزم الزاوي الناتج من لف الإلكترون الزاوي {\displaystyle \mu =-\mu _{B}gs} حيث {\displaystyle g} معامل الجيرو-مغناطيسية (ويكون تقريبا 2).
{\displaystyle \mu =\mu _{l}+g\mu _{s}}
وعلى هذا تصبح طاقة التفاعل {\displaystyle U_{B}=-\mu B=\mu _{B}B(m_{l}+gm_{s})}.

## فصل التركيب الدقيق
تأثير لف المدار (اقرأ ثابت البناء الدقيق). وقيمته النمطية {\displaystyle 10^{-3}} إلكترون فولت.

## التركيب الفائق الدقة
التزاوج بين اللف المغزلي النووي (شاهد التركيب فائق الدقة) وقيمته النمطية {\displaystyle 10^{-4}} إلكترون فولت.

## تأثير شتارك
التفاعل مع مجال كهربي خارجي (اقرأ تأثير شتارك)